# Idol von Sbrutsch

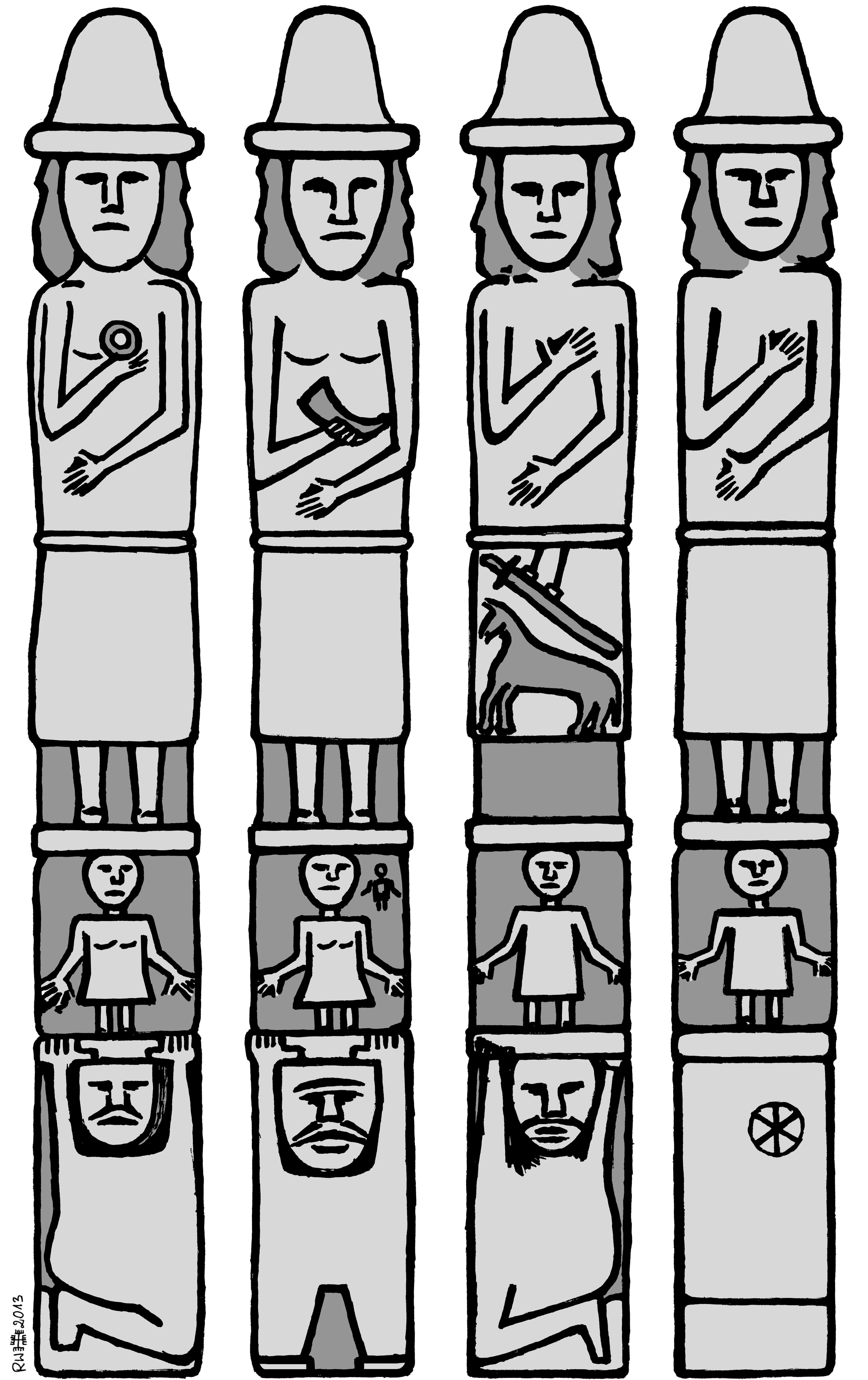

Das Idol von Sbrutsch (poln. Światowid ze Zbrucza, Idol ze Zbrucza, ukr. Збручанський ідол) ist eine vierseitige Säule aus Kalkstein. Sie ist die Darstellung einer oder mehrerer slawischer Gottheiten und entstand zwischen dem 9. und 11. Jahrhundert. Die Säule wurde 1848 im Fluss Sbrutsch in der Nähe des Dorfes Lytschkiwzi
(ukr. Личківці) im damaligen Ostgalizien, heute Ukraine gefunden und befindet sich im Archäologischen Museum in Krakau. Originalgetreue Nachbildungen stehen in Moskau, Kiew, Hrodna, Warschau, Vilnius, Odessa und Ternopil.

## Ursprünglicher Standort
In den 1980er Jahren fanden die Archäologen Irina Russanowa und Boris Timoschtschuk heraus, dass sich die Säule ursprünglich in einer Kultstätte auf dem Berg Bohod (Bogit) befunden hatte. Sie entdeckten dort einen Kreis aus Steinen mit acht Feuerstellen und Spuren einer quadratischen Säule.

## Beschreibung und Interpretation

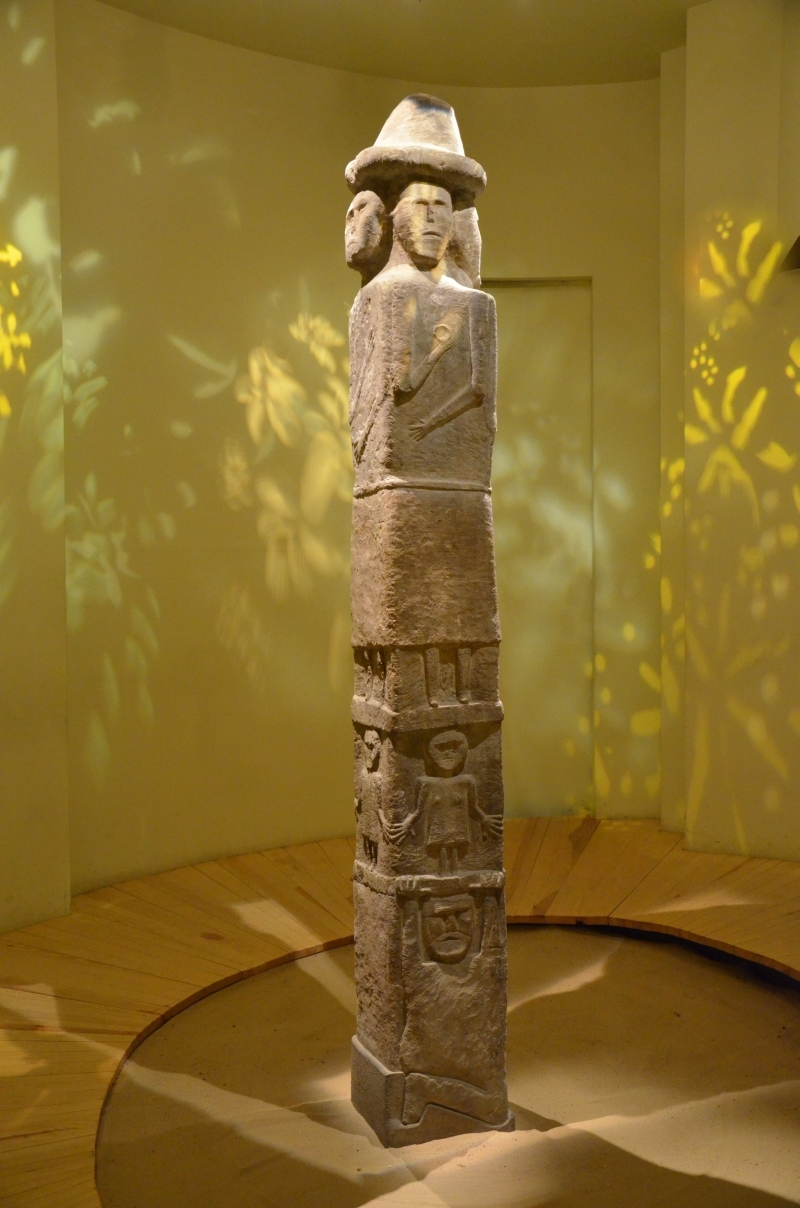
Idol von Sbrutsch in Kraków

Die Säule ist 2,57 m hoch, 29–30 cm breit und wiegt etwa 500 kg. Sie enthält auf allen vier Seiten Reliefdarstellungen von Personen und Tieren. Auf der Säule fanden sich Spuren roter Farbe.
Die Säule ist vertikal in drei Ebenen unterteilt, die offenbar die Unterwelt, die menschliche Welt und die himmlische Welt darstellen sollen. Im unteren Bereich ist von drei Seiten eine Figur dargestellt, die die darüberliegende Welt trägt. Der russische Historiker und Archäologe Boris Rybakow identifizierte die Figur daher als Veles, den Gott des Totenreichs. Auf der mittleren Ebene sieht man Menschen (zwei Frauen und zwei Männer), die sich an den Händen halten und eine Art Reigen (Chorowod) ausführen, vermutlich im Zuge eines religiösen Rituals. Auf der oberen Ebene sind zwei weibliche und zwei männliche Figuren dargestellt, die aufgrund ihrer Größe und dominanten Position als Gottheiten interpretiert werden. Die weibliche Figur mit dem Ring identifiziert Rybakow als Lada, die Göttin der Liebe, der Ehe und des Frühlings. Die weibliche Figur mit dem Horn gilt als Mokosch, die Göttin der Weiblichkeit und der Fruchtbarkeit. Die männliche Figur mit dem Schwert und dem Pferd wird mit Perun in Verbindung gebracht, dem Gott des Donners und des Krieges. Die männliche Figur, unter der das Sonnensymbol angebracht ist, wird mit Chors oder Daschbog assoziiert.
Ältere Deutungen, angefangen mit dem polnischen Historiker Joachim Lelewel, wonach es sich bei der Statute um den vierköpfigen Svantovit handeln würde, werden von der modernen Forschung mittlerweile weitestgehend abgelehnt.